# Terremoto de Sonora de 1887
O terremoto de Sonora de 1887 ocorreu às 22h13 UTC em 3 de maio na cordilheira de Teras, no noroeste do México. Foi amplamente sentido, com alguns danos sendo registrados até 200 quilômetros (120 milhas) do epicentro tanto no México quanto nos Estados Unidos. O terremoto teve uma magnitude estimada de 7,6 e causou 42 vítimas na cidade de Bavispe e 51 no total. Foi o único terremoto histórico a causar danos consideráveis no Arizona. Os jornais de Tombstone, Arizona, de 1887 mencionaram terremotos menores (réplicas) em 27 de agosto de 1887 e 11 de novembro de 1887.

## Contexto tectônico
O terremoto foi localizado próximo à extremidade sul da Província Basin and Range extensional. A margem ocidental do planalto da Sierra Madre Occidental é formada por uma série de falhas normais com mergulho para oeste, ao longo de uma distância de pelo menos 300 quilômetros (190 milhas). O terremoto ocorreu dentro desta zona.

## Danos

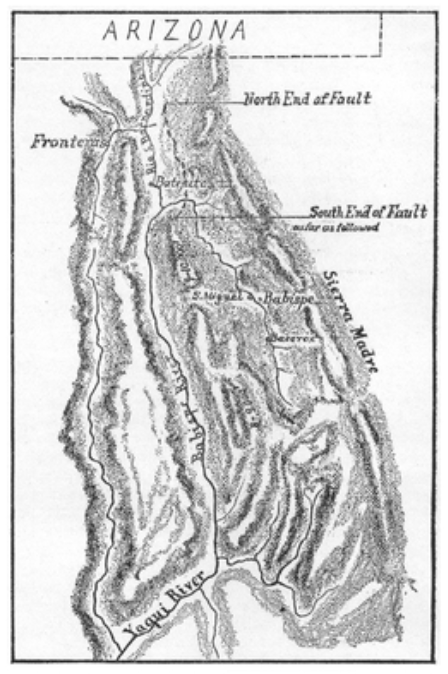
Esboço do Dr. George Goodfellow da zona de falha do terremoto de Sonora de 1887 baseado em várias semanas de estudo de campo. A fronteira EUA/Arizona é mostrada no topo.

Cidades próximas ao epicentro sofreram danos significativos, particularmente em Bavispe, onde a maioria das casas foi destruída e 42 dos 700 habitantes da cidade foram mortos. Casas de construção em adobe também foram destruídas em Tepic e Moctezuma. As casas eram cobertas com pesadas vigas de madeira que não estavam amarradas às paredes de adobe e desabaram quando as paredes colapsaram. O terremoto desencadeou muitas quedas de rochas e deslizamentos e causou fissuras no solo. Danos moderados a severos ocorreram no nordeste de Sonora, noroeste de Chihuahua, sudoeste do Novo México, sudeste do Arizona e na parte mais ocidental do Texas. Relatos de testemunhas oculares do Condado de Cochise, Arizona, afirmam que o tremor causou a abertura do solo, com liquefação se espalhando pelas planícies. Esta informação foi posteriormente encontrada para apoiar até XI de intensidade na escala de intensidade de Mercalli modificada.

## Características
O terremoto foi associado a uma ruptura de superfície consistindo em três segmentos com um comprimento combinado de 101,8 km, a mais longa ruptura de falha normal registrada para um terremoto em tempos históricos. As três falhas que se romperam foram as falhas Pitáycachi, Teras e Otates, de norte a sul. A magnitude do evento foi estimada em 7,6 na escala de magnitude de momento a partir de uma análise de um mapa isossísmico elaborado para este evento, seguindo uma reavaliação de estimativas anteriores de intensidade sentida.
Houve uma sequência prolongada de réplicas que são interpretadas como continuando até o presente. Réplicas particularmente grandes (cerca de magnitude 5) ocorreram em 26 de maio de 1907, 17 de maio de 1913 e 18 e 19 de dezembro de 1923.

## Assistência e reportagem
O terremoto destruiu a maioria das casas de adobe em Bavispe e matou 42 dos 700 residentes da cidade; Dr. George E. Goodfellow em Tombstone, Território do Arizona, carregou sua carroça com suprimentos médicos e cavalgou 140 quilômetros (87 milhas) para ajudar os sobreviventes. Os habitantes da cidade o nomearam El Doctor Santo (O Doutor Santo), e em reconhecimento às suas contribuições humanitárias, o presidente mexicano Porfirio Díaz lhe presenteou com uma medalha de prata que havia pertencido ao Imperador Maximiliano e um cavalo chamado El Rosillo. Goodfellow notou que era muito difícil determinar a hora do terremoto devido à ausência de relógios ou uma ferrovia próxima, e aos padrões de vida primitivos dos residentes da área.
Goodfellow retornou duas vezes, a segunda vez em julho com o fotógrafo de Tombstone Camillus Sidney Fly para estudar e registrar os efeitos do terremoto. Ele percorreu mais de 700 milhas (1 100 km) a cavalo, mas principalmente a pé através das montanhas da Sierra Madre Oriental registrando suas observações. Seu relatório incluiu o primeiro mapa de ruptura de superfície de um terremoto na América do Norte e fotografias da escarpa de ruptura por C.S. Fly. O Serviço Geológico dos Estados Unidos elogiou seu relatório "notável e louvável", descrevendo-o como "sistemático, consciencioso e completo". O terremoto foi na época a "mais longa ruptura de superfície de falha normal registrada em tempo histórico". Seu relatório foi posteriormente descrito como um "estudo excepcional" e uma "conquista pioneira".